# 萊切省
萊切省（義大利語：Provincia di Lecce）是意大利普利亚大区的一個省。首府萊切被誉为“南方的佛罗伦萨”。莱切省本身也有“意大利的脚后跟”之称。该省土地包括了整个萨伦丁半岛，而且是阿普利亚大区人口第二的省份，全意大利人口排二十一位的省份。
全省面积2,759平方公里，2012年人口814,495人。下分97市鎮。东北与塔兰托省和布林迪西省接壤，西临爱奥尼亚海，东临亚得里亚海。该省还是著名的旅游胜地。该省曾为罗马人、拜占庭希腊人、加洛林人、伦巴第人、阿拉伯人及诺曼人占领。重要的市镇有：莱切、加里波利、马利耶及奧特朗托。重要物产为小麦及玉米。
该省出产的石头被称为“莱切石”（Lecce stone），十分柔软，适于雕塑，用于历史纪念碑，亦广泛用于室内装饰。
圣卡塔尔多自然保护区（San Cataldo di Lecce）坐落在该省。大小阿里米尼湖（, ）都在该省。

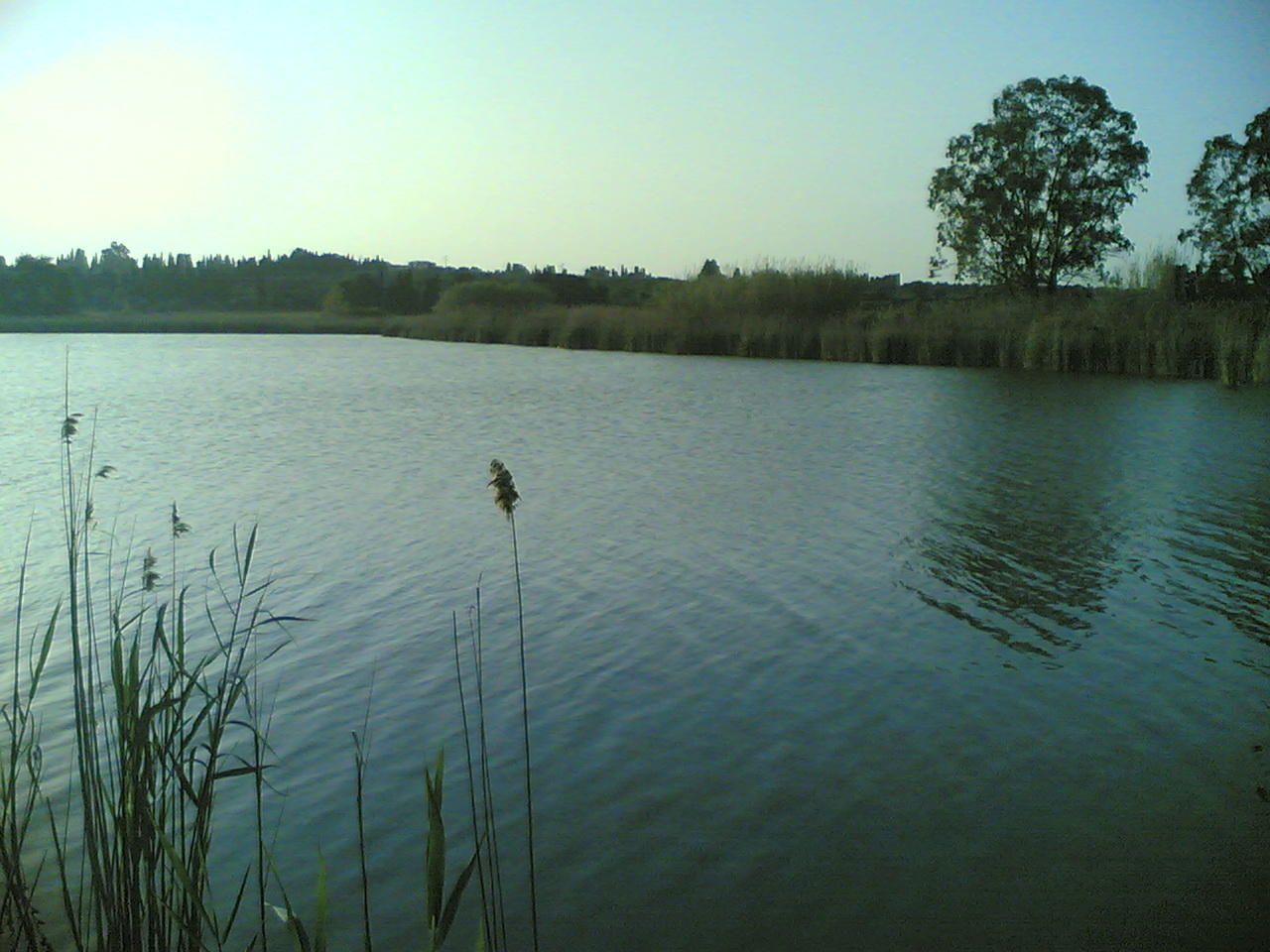
大阿里米尼湖（Alimini Grande）

该省居民讲意大利语和意大利希腊语（Girko language）。

## 历史

莱切省的纹章，原来是奧特朗托地省（Terra d'Otranto）的纹章，来自阿拉贡的纹章样式。

莱切省作为一个行政区划的来源是那不勒斯王国的省份（義大利語：Giustizierato）奧特朗托地省。11世纪起，奥特朗托地省领有今莱切省、塔兰托省、布林迪西省（除法萨诺和奇斯泰尔尼诺外）的土地。那时莱切地区除产橄榄油之外，非常贫穷。莱切地区的居民多移民至巴里省（时为，管辖面积较今日为大），在那里的葡萄酒厂工作讨生活。到了1663年，奧特朗托地省又管辖了马泰拉（今属巴斯利卡塔大区）。奧特朗托地省最早首府是奥特朗托，但在诺曼时期（12世纪），莱切变成了其首府。
意大利统一后，奧特朗托地省变成了莱切省，下分四区：莱切、加里波利、布林迪西和塔兰托。其分裂在1923年，塔兰托区改属伊奥尼亚省。一战之后，该省经济状况恶化，失业率达到了历史最高点。这种状况再加上政府软弱无能，忽视该地，导致了农场雇工起事反抗农场主。农场主被抓住后，被游街示众。
中世纪时，穆斯林奴隶在该省的港口转运贩卖至其他地方，当时该省蓄奴状况非常普遍。

## 相簿

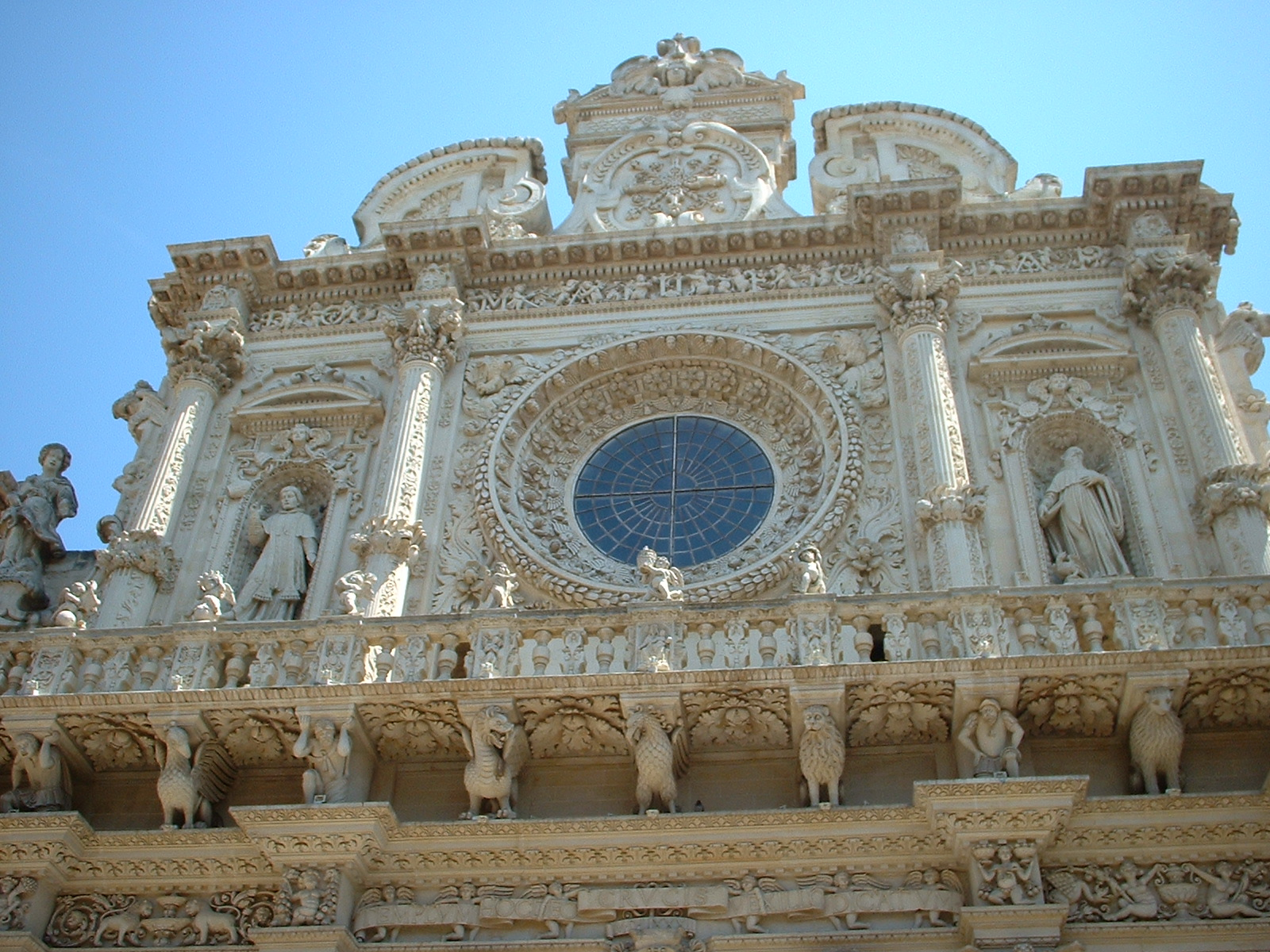
莱切的Basilic of Santa Croce
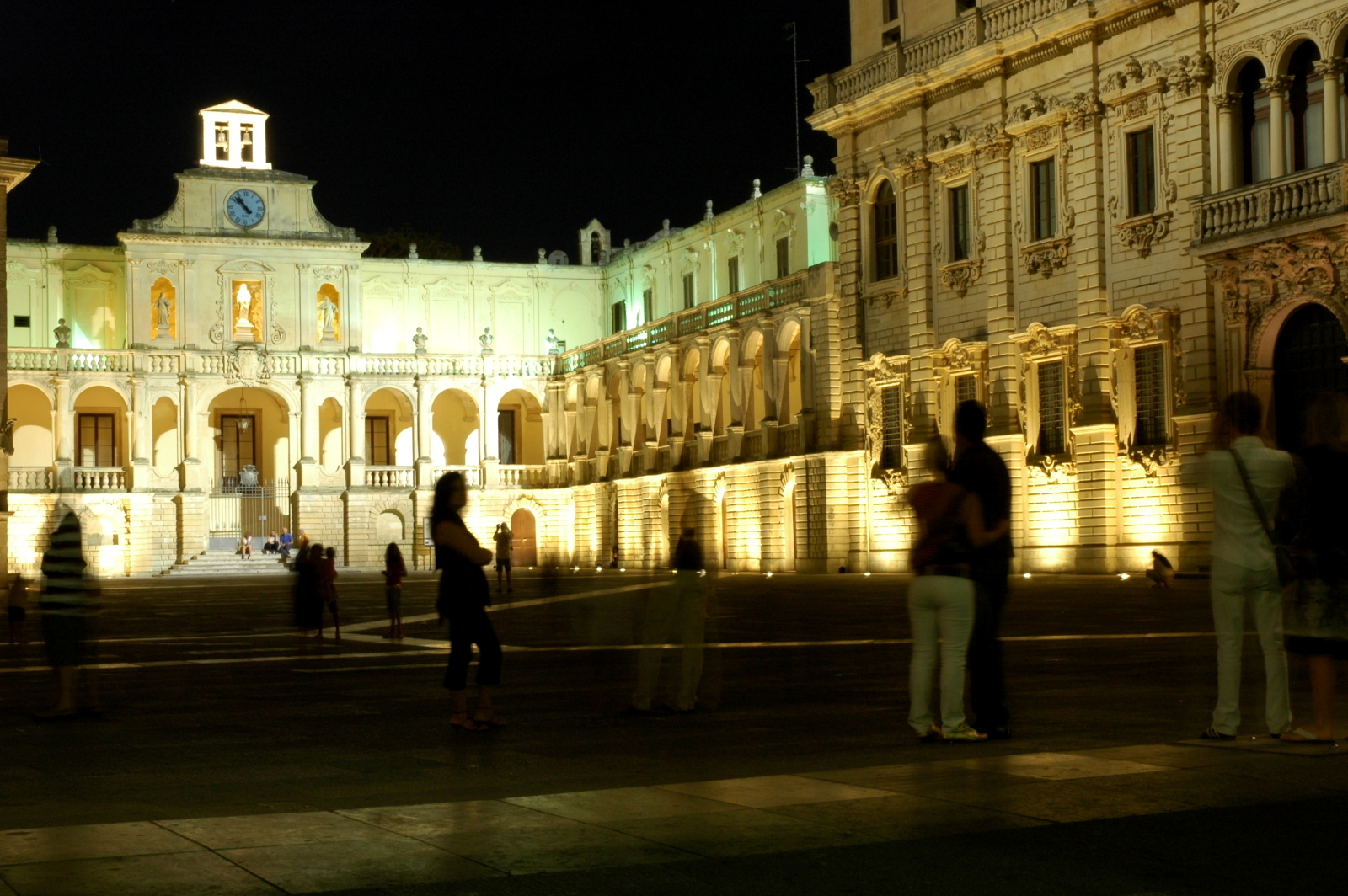
莱切的Piazza Duomo
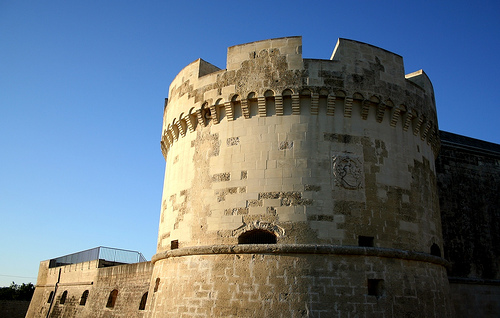
Acaya城堡
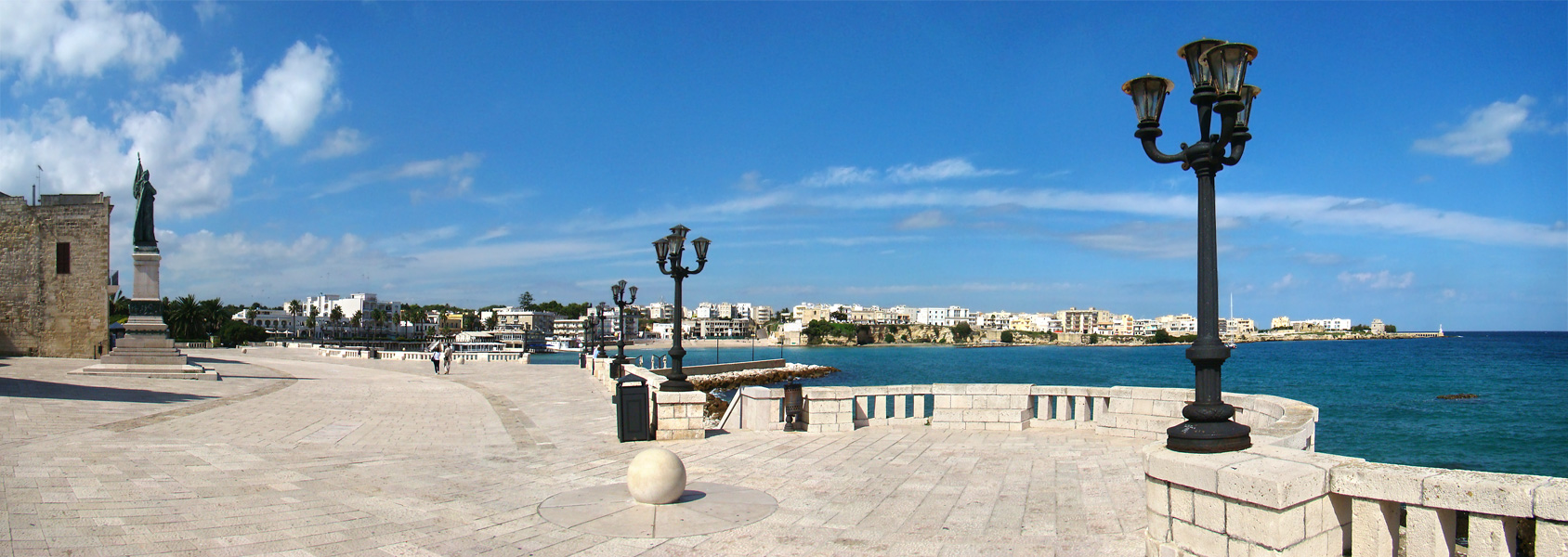
奥特朗托海边
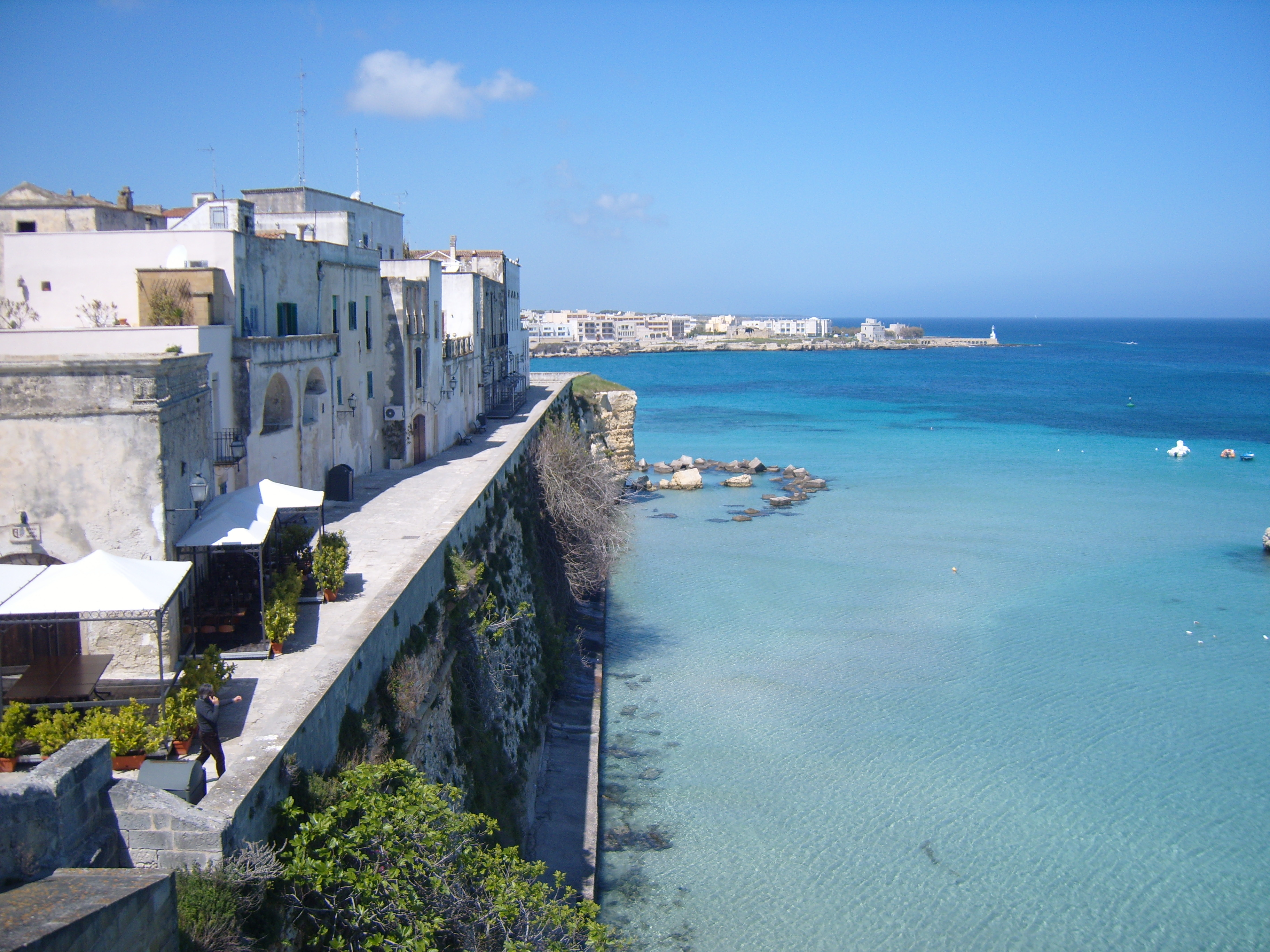
奥特朗托海边
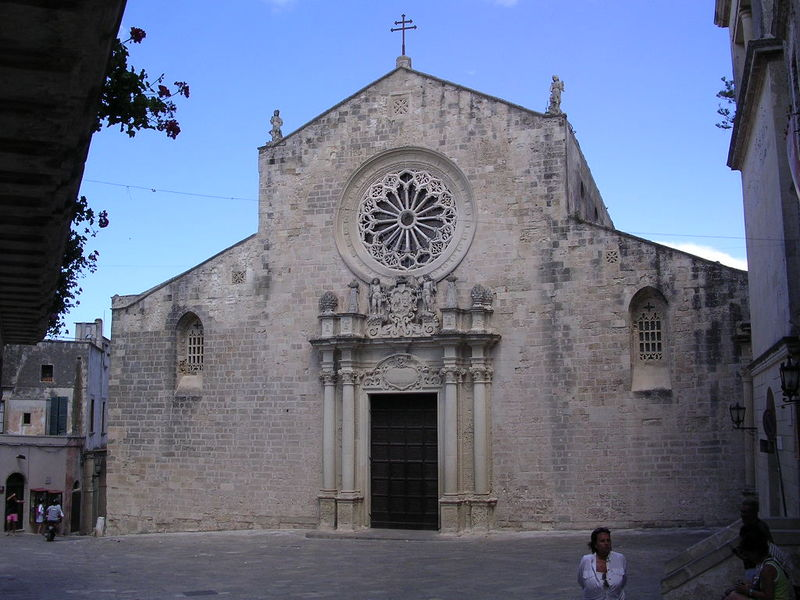
奥特朗托大教堂
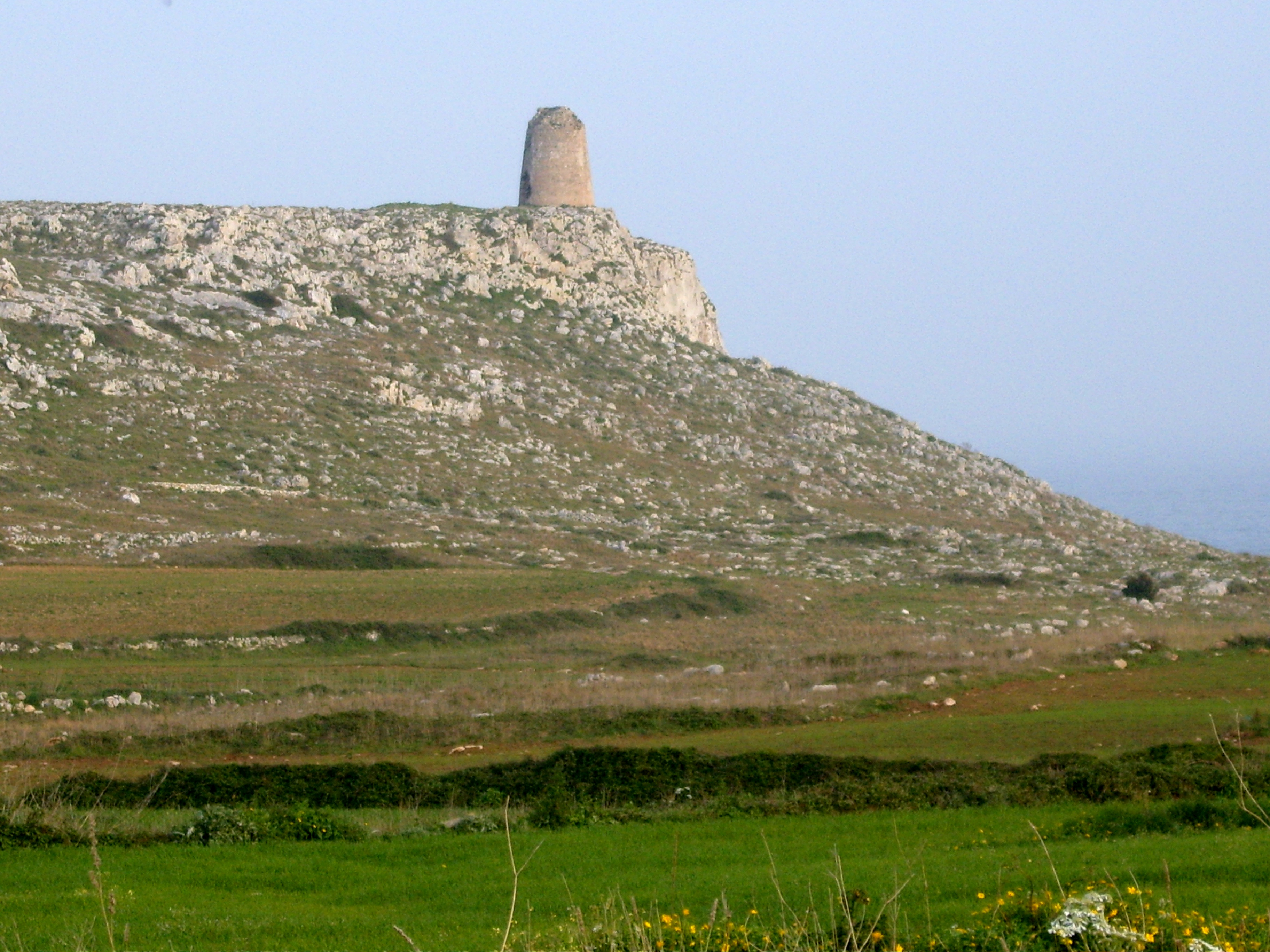
Sant'Emiliano塔，在Palascìa灯塔不远处
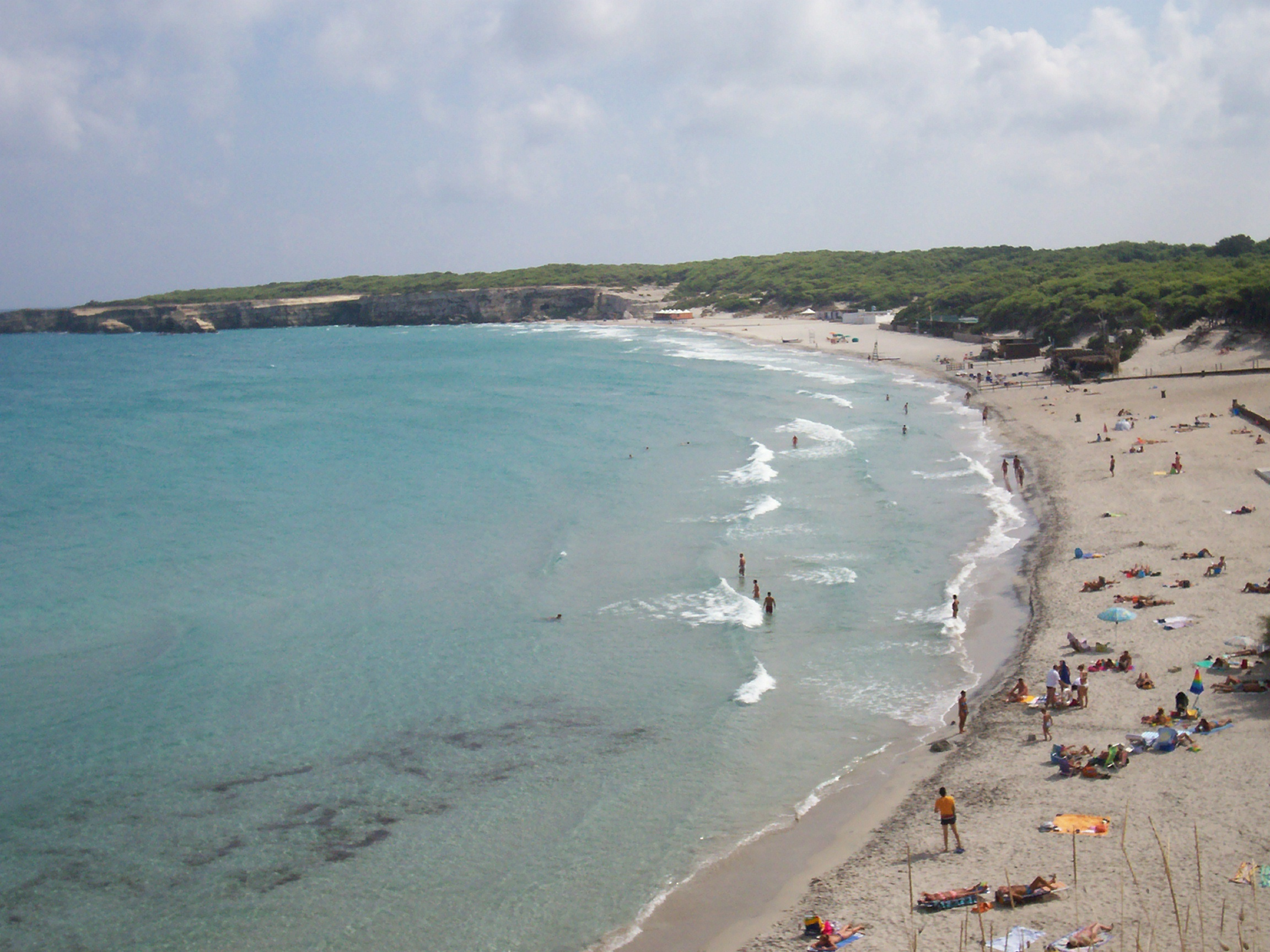
Torre dell'Orso海滩
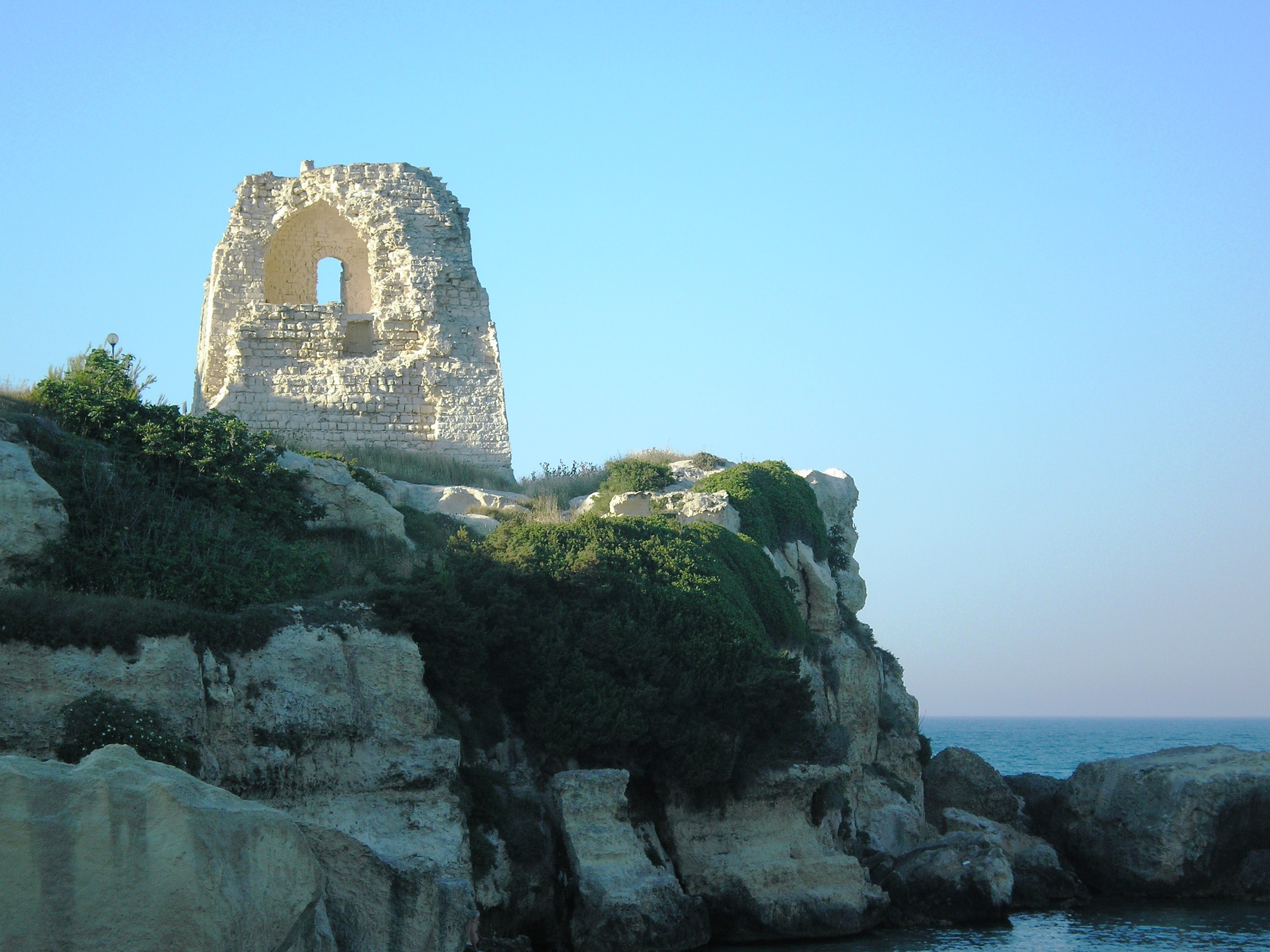
Torre dell'Orso的16世纪塔楼
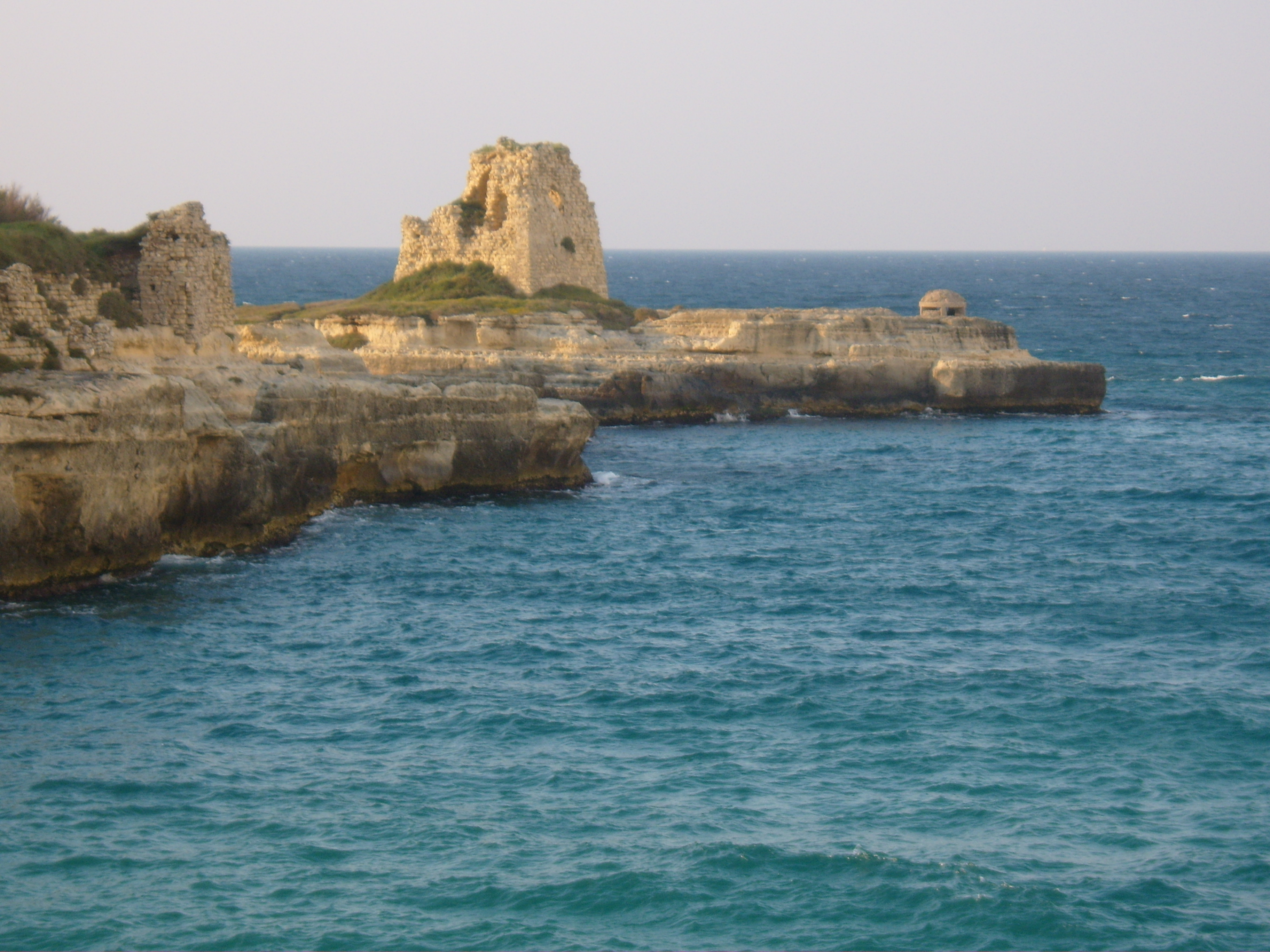
Roca Vecchia的16世纪塔楼
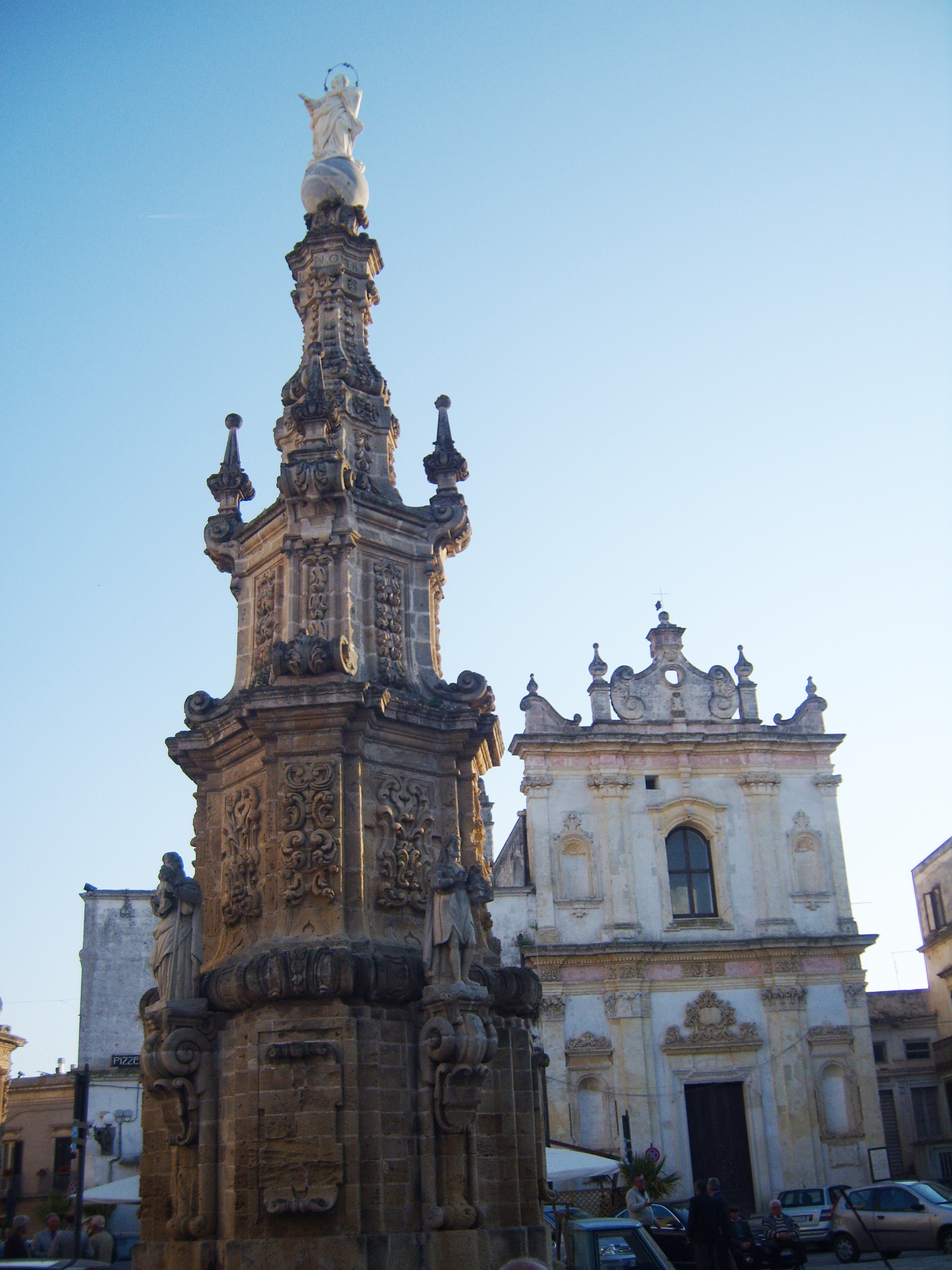
纳尔多的Salandra广场
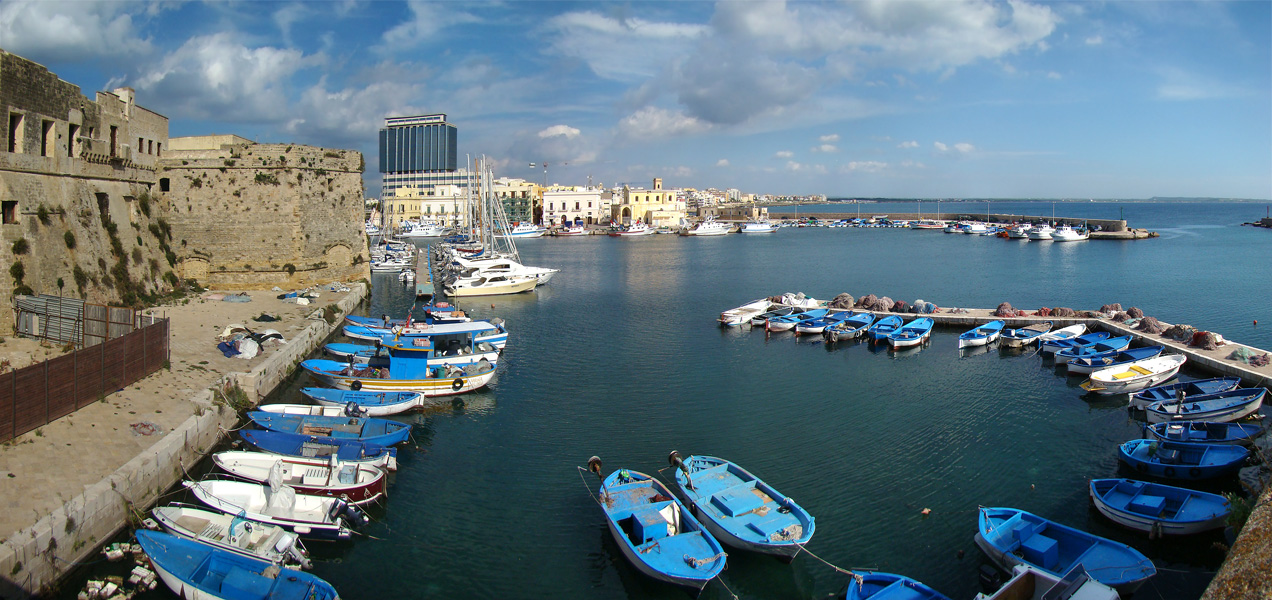
加里波利港
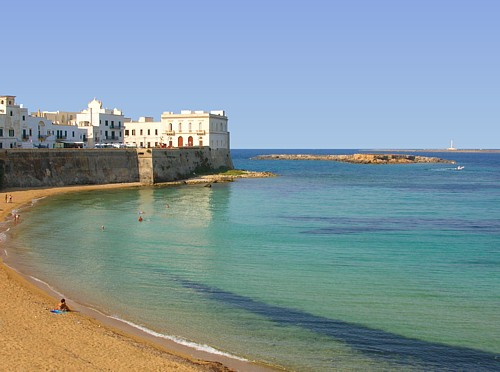
加里波利的Le Puritate海滩
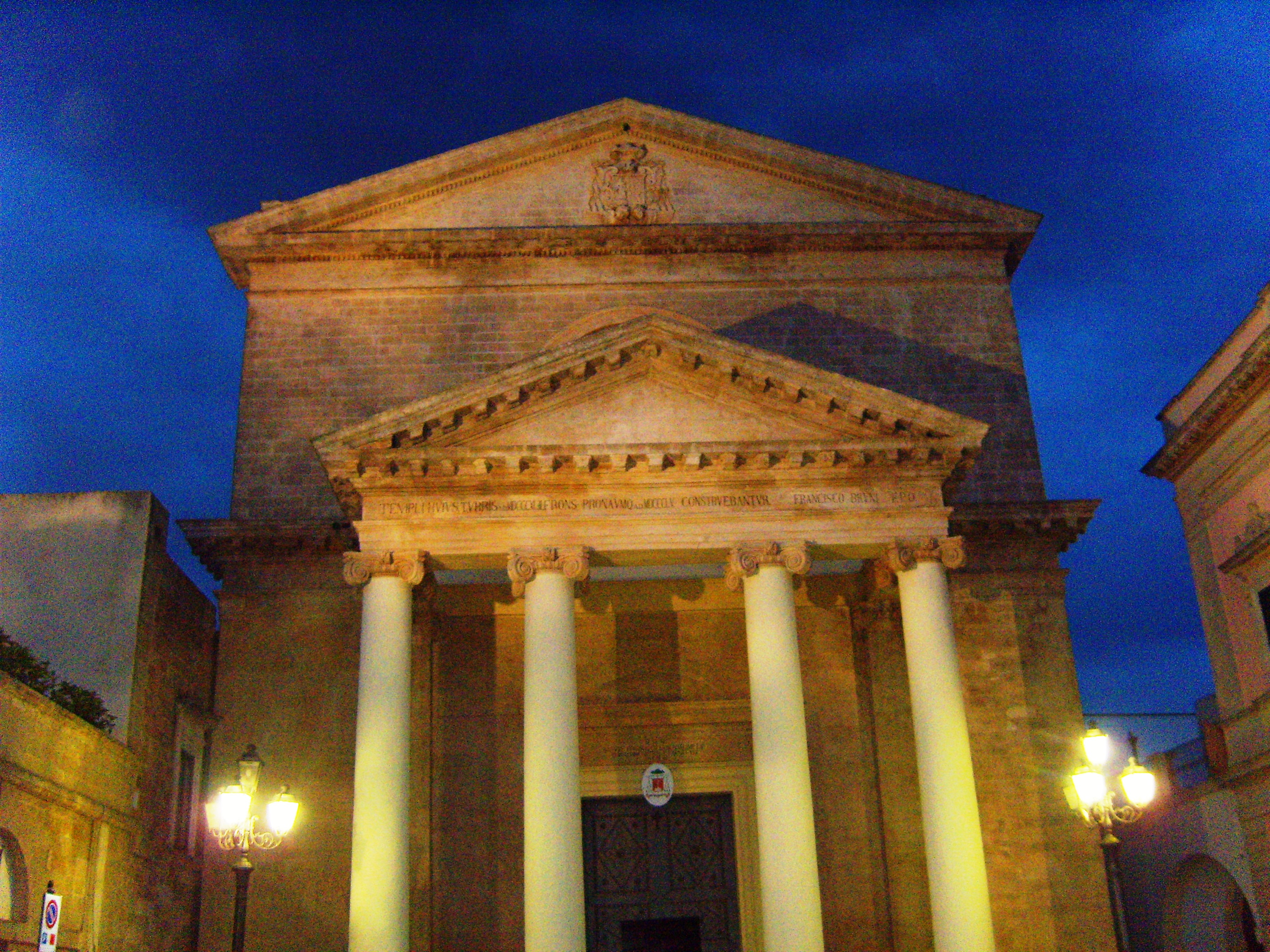
乌真托大教堂